# Autobusna linija br. 208 u Zagrebu
Linija 208 (Dubrava – Vidovec) dnevna je autobusna linija u Zagrebu.
Prometuje svaki dan na trasi: Dubrava – ul. Dubrava – Dankovečka ulica – Sunekova ulica – Miroševečka cesta – Markuševečki Popovec – Vidovec
Povezuje Vidovec, Markuševečku Trnavu, Miroševec i Granešinu s Dubravom gdje se ostvaruje presjedanje na tramvaj.

## Vanjske poveznice
- Vozni red linije 208

1. ↑  Datoteke u GTFS formatu. zet.hr. Pristupljeno 5. lipnja 2025. - Sadrži informacije tijela javne vlasti u skladu s Otvorenom dozvolom